# مسجد جامع گوهریه
مسجد جامع گوهریه یا مسجد گوهر آقای پایین (به ترکی آذربایجانی:آشاغی گوهر آغا مسجیدی / Aşağı Gövhər ağa məscidi) یکی از مهمترین مراکز عبادی شیعیان در قره باغ بوده است و به همین دلیل به مسجد جامع شوشی و مسجد بزرگ جامع گوهر آقا نیز معروف گشته است.
نام این مسجد به محل قرار گیری مسجد در محله پایین شوشی اشاره دارد. مسجد دیگری همانند این مسجد در بالای شوشی قرار دارد. هر دو مسجد به نماد و سمبل شهر شوشی معروف هستند. ساختمان مسجد گوهریه پایین به دستور گوهر آقا دختر ابراهیم خان هشت سال قبل از ساخته شدن مسجد گوهر آقای بالا (شوشی) ساخته شده است.
هر دو مسجد به عنوان شاهکارهای معماری اسلامی و مشرق زمین و سمبل شهر شوشی شناخته می‌شوند. تفاوت دو مسجد در این است که مسجد گوهر آقای پایین بر خلاف مسجد گوهر آقای بالا دارای مناره است.

## نگارخانه

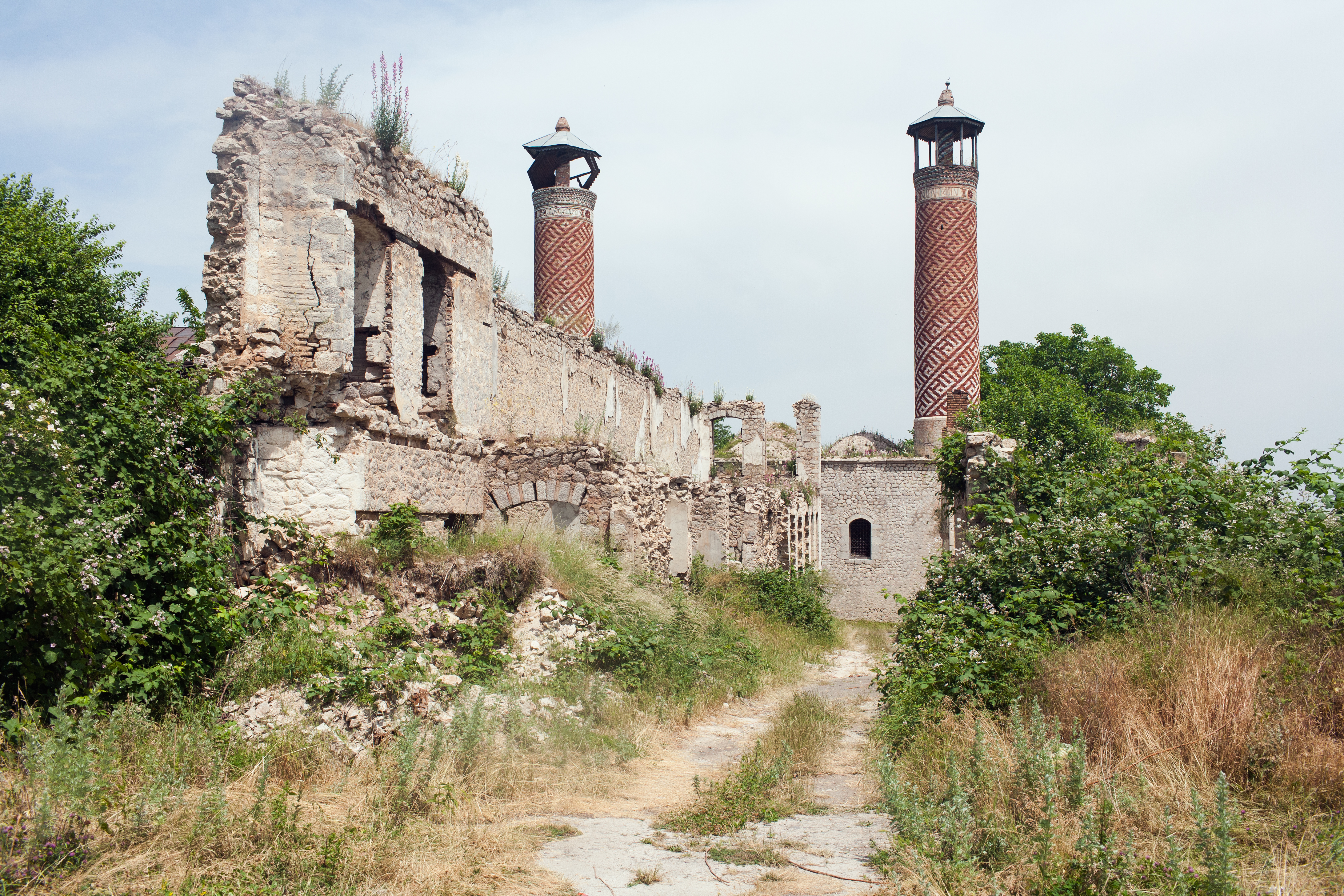
عکس گرفته شده از مسجد گوهریه در سال ۲۰۱۰، در حالی که، هر دو از مناره‌ها پابرجا بود
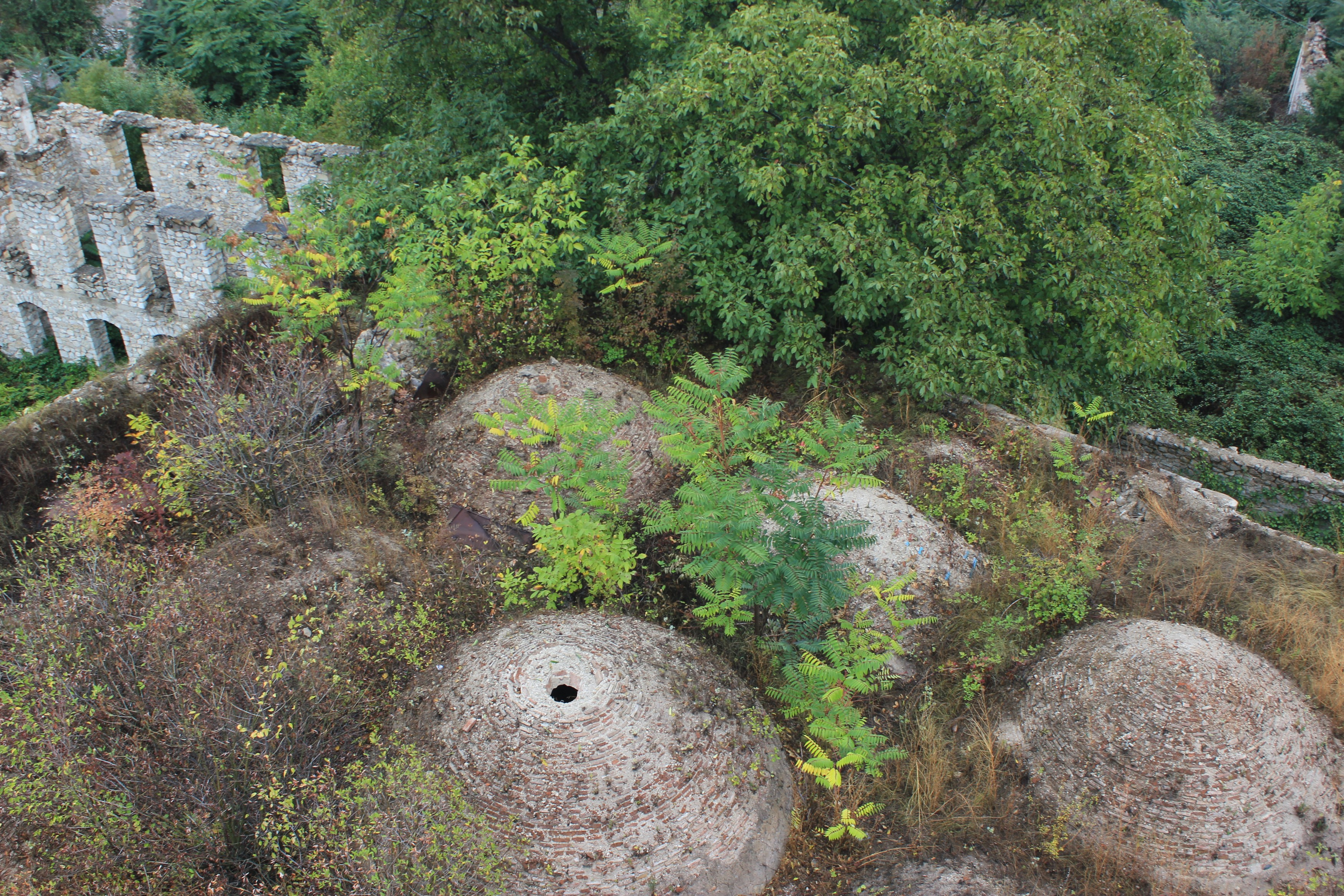
بام مسجد در سال ۲۰۱۷
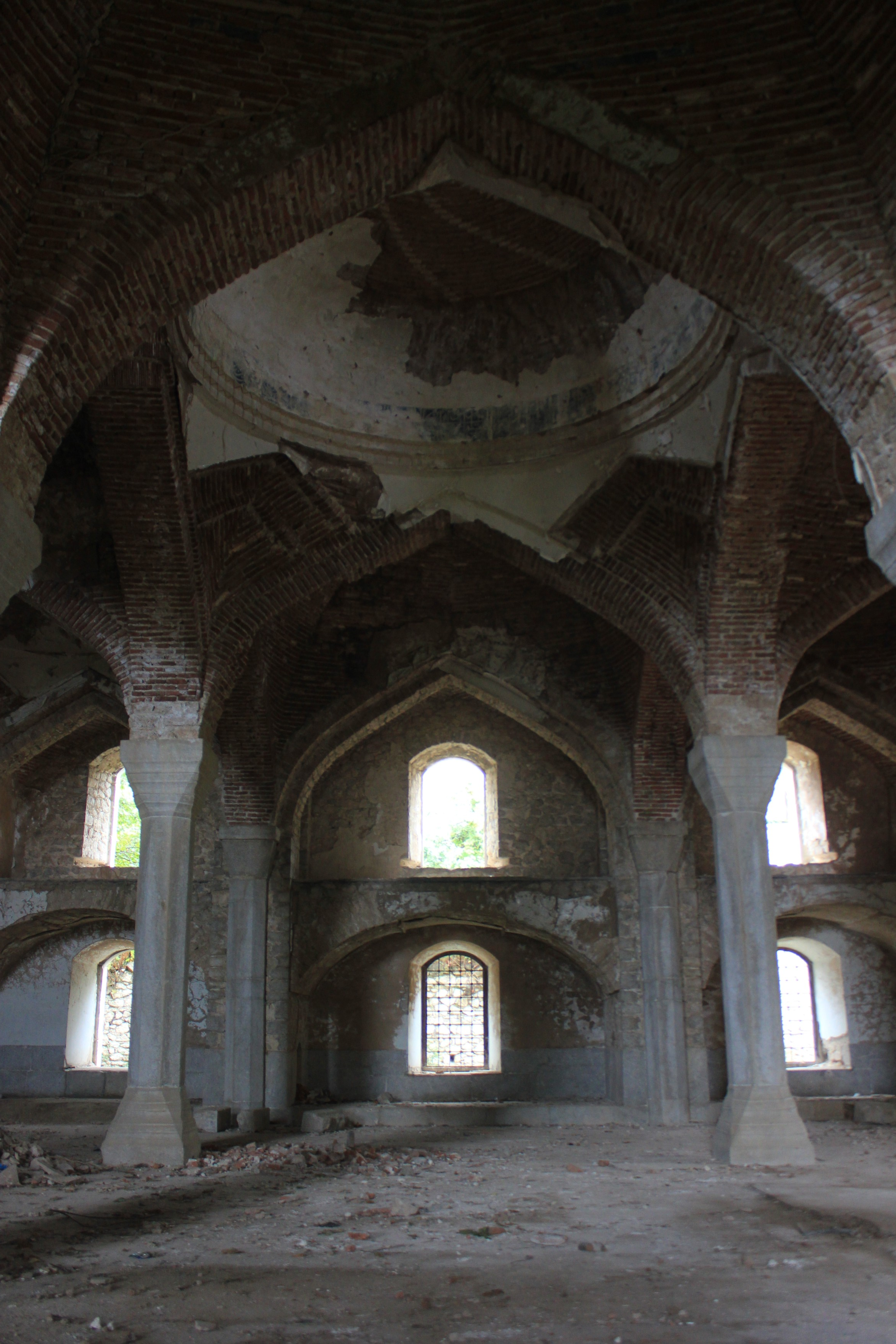
نمای داخلی ساختمان
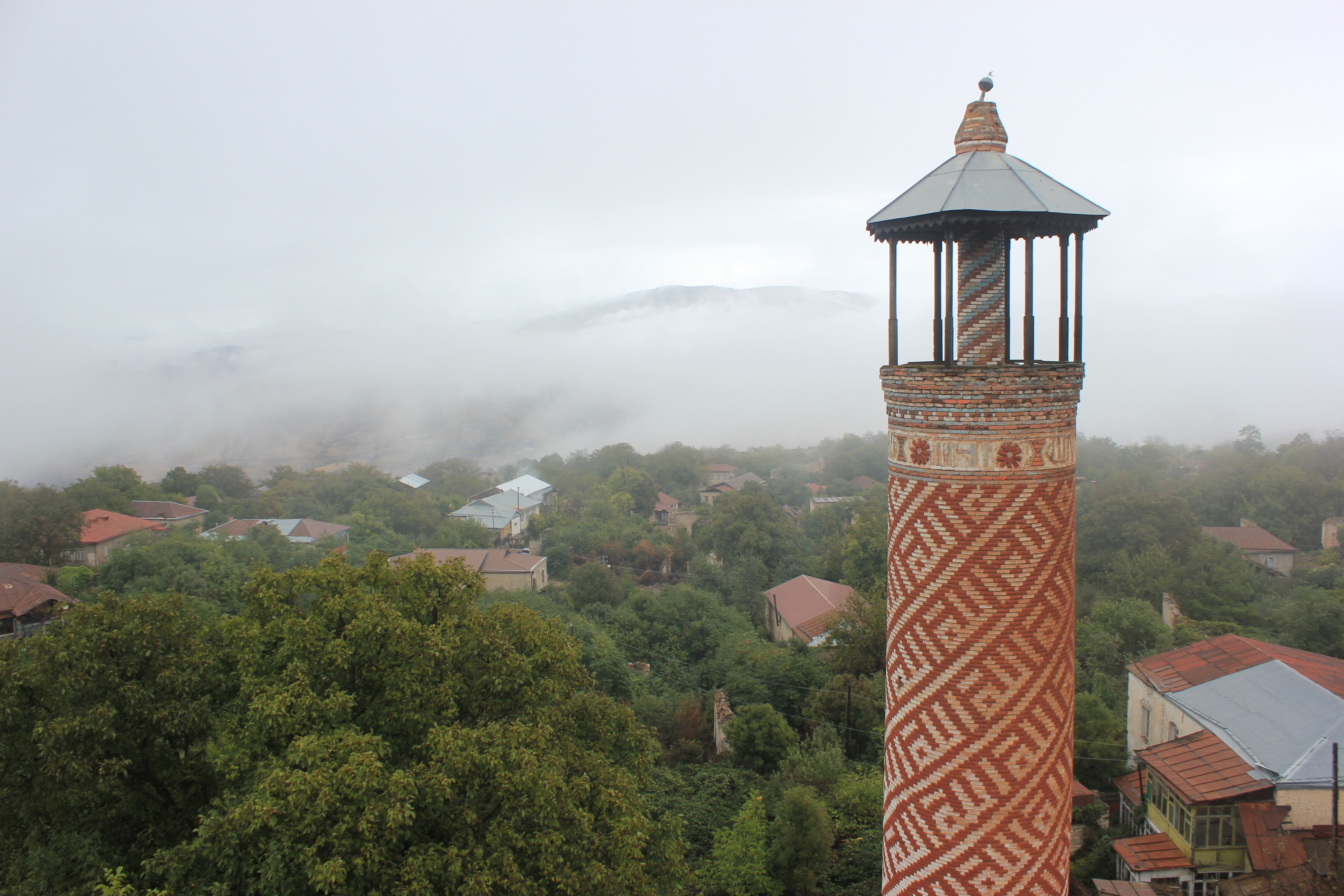
چشمانداز از منارۀ مسجد
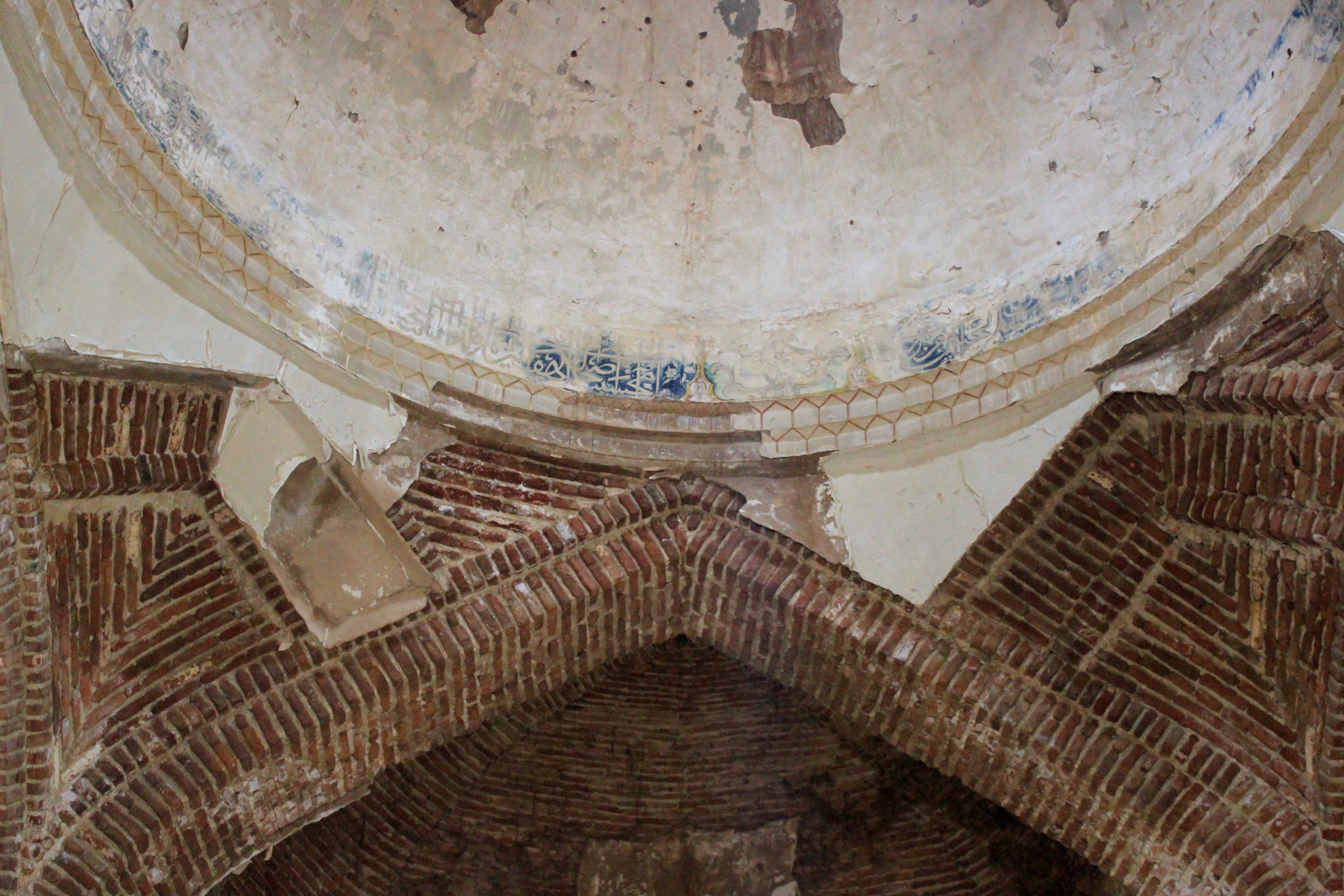
کتیبۀ موجود در داخل بنا